# Lijst van rivieren in Maryland
Dit is een lijst van rivieren in Maryland.
- Anacostia
- Antietam Creek
- Back River
- Big Pipe Creek
- Blackwater River
- Bush River
- Casselman River
- Catoctin Creek
- Chester River
- Choptank River
- Christina River
- Conococheague Creek
- Deer Creek
- Dividing Creek
- Elk River
- Georges Creek
- Gunpowder Falls
- Jones Falls
- Little Choptank River
- Little Monocacy River
- Little Pipe Creek
- Marshyhope Creek
- Mattawoman Creek
- Middle River
- Monocacy River
- Nanjemoy Creek
- Nanticoke
- Northeast River
- Octoraro Creek
- Patapsco
- Patuxent
- Pocomoke
- Port Tobacco River
- Potomac
- Rock Creek
- St. Marys River
- Sassafras River
- Savage River
- Seneca Creek
- Severn River
- South River
- Sligo Creek
- Susquehanna
- Tuckahoe Creek
- Wicomico (zijrivier van de Potomac)
- Wicomico (oostkust van Maryland)
- Wills Creek
- Wye River
- Youghiogheny

Alabama · Alaska · Arizona · Arkansas ·  Californië · Colorado · Connecticut · Delaware · Florida · Georgia · Hawaï · Idaho ·  Illinois · Indiana · Iowa · Kansas · Kentucky · Louisiana · Maine · Maryland · Massachusetts · Michigan · Minnesota · Mississippi · Missouri · Montana · Nebraska · Nevada · New Hampshire · New Jersey · New Mexico · New York ·  North Carolina · North Dakota · Ohio · Oklahoma · Oregon · Pennsylvania · Rhode Island · South Carolina · South Dakota · Tennessee · Texas · Utah · Vermont · Virginia · Washington (staat) · Washington D.C. · West Virginia · Wisconsin · Wyoming